# Feira da Ladra

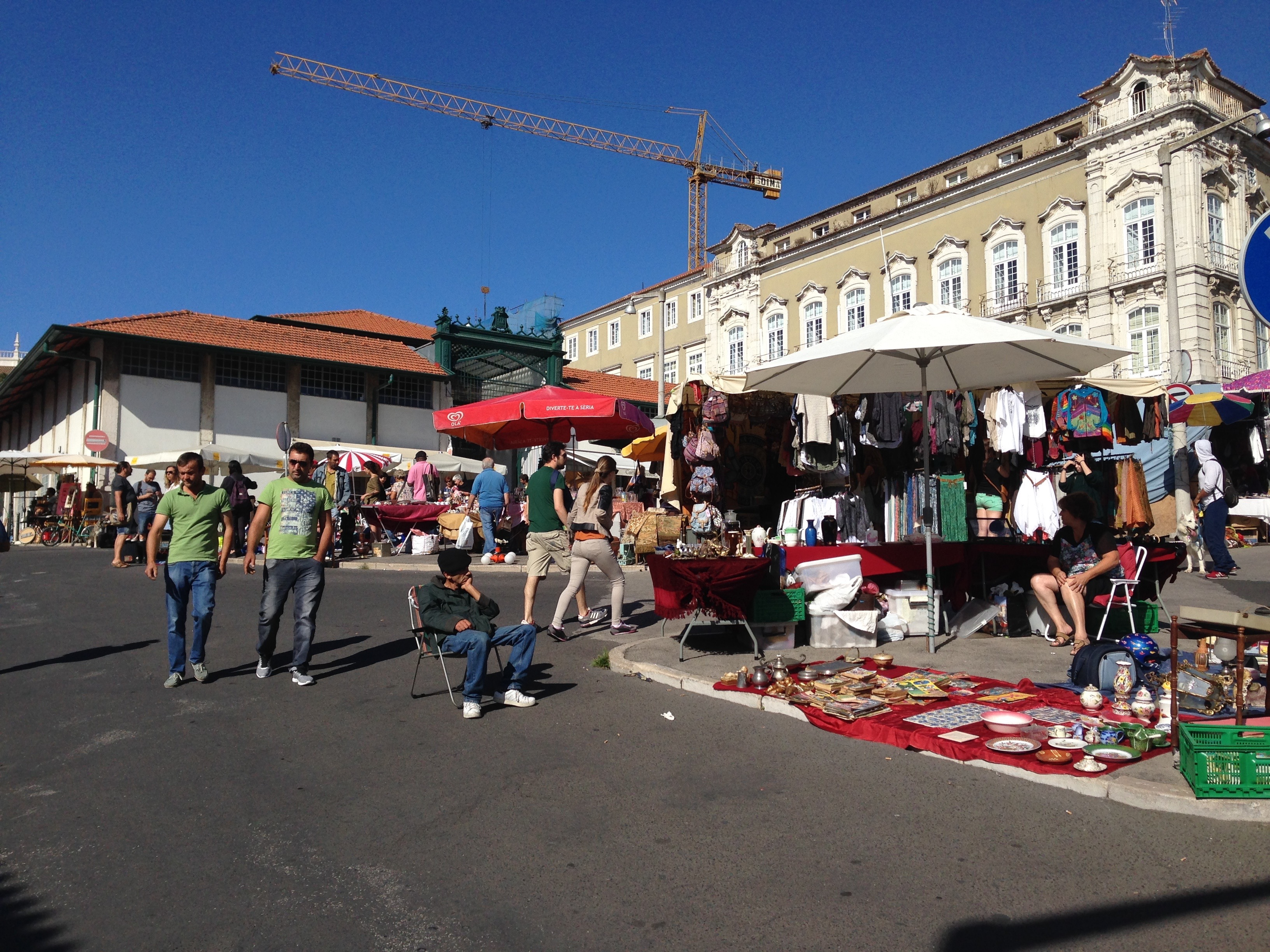
Auf der Feira da Ladra (2015), hinter dem Kloster São Vicente de Fora

Die Feira da Ladra (port. für „Markt der Diebin“) ist ein Flohmarkt in Lissabon, der Hauptstadt Portugals. Der Trödelmarkt, der zeit- und abschnittsweise auch immer Kunstmarkt und Schallplattenbörse war, findet seit 1882 auf dem Campo de Santa Clara genannten Gelände hinter dem Panteão Nacional statt und geht bis auf das Jahr 1272 zurück. Dienstags und samstags jeweils ab 5 Uhr morgens findet der Flohmarkt statt und endet am Nachmittag.
Die Feira da Ladra gilt als der älteste und bekannteste Flohmarkt des Landes. Der Name wird heute im allgemeinen Sprachgebrauch überall im Land auch als genereller Begriff für Flohmärkte benutzt, neben Begriffen wie Feira de Velharias oder Antiguidades.
Die Feira da Ladra ist einer von drei wöchentlichen Flohmärkten der Stadt, neben den deutlich jüngeren und weniger bekannten Feira do Relógio und Feira das Galinheiras.
Der Markt zieht eine Vielzahl von lokalen Besuchern und Touristen gleichermaßen an. Private, aber auch professionelle Händler bieten hier von antiquarischen Büchern, Skizzen und Gemälden oder Azulejokacheln über Schallplatten und Filme, alte Briefmarken, Postkarten oder Filmplakate bis hin zu alten Büro- und Haushaltsgegenständen und neuen und alten Textilien aller Art eine nahezu unüberschaubare Vielfalt an Dingen zum Kauf an.
Heute zählt die Feira da Ladra zu den Besucherattraktionen der Stadt. Im Namen spiegelt sich ein Teil der Geschichte des Marktes wider, auf dem mitunter auch gestohlene Dinge zum Kauf angeboten wurden. Mit dem anhaltenden Anstieg der Besucherzahlen auf dem engen Areal warnt die Polizei im allgemein sehr sicheren Lissabon inzwischen vor gehäuften Fällen von Taschendiebstahl hier, ähnlich wie in der Straßenbahnlinie 28.

## Geschichte

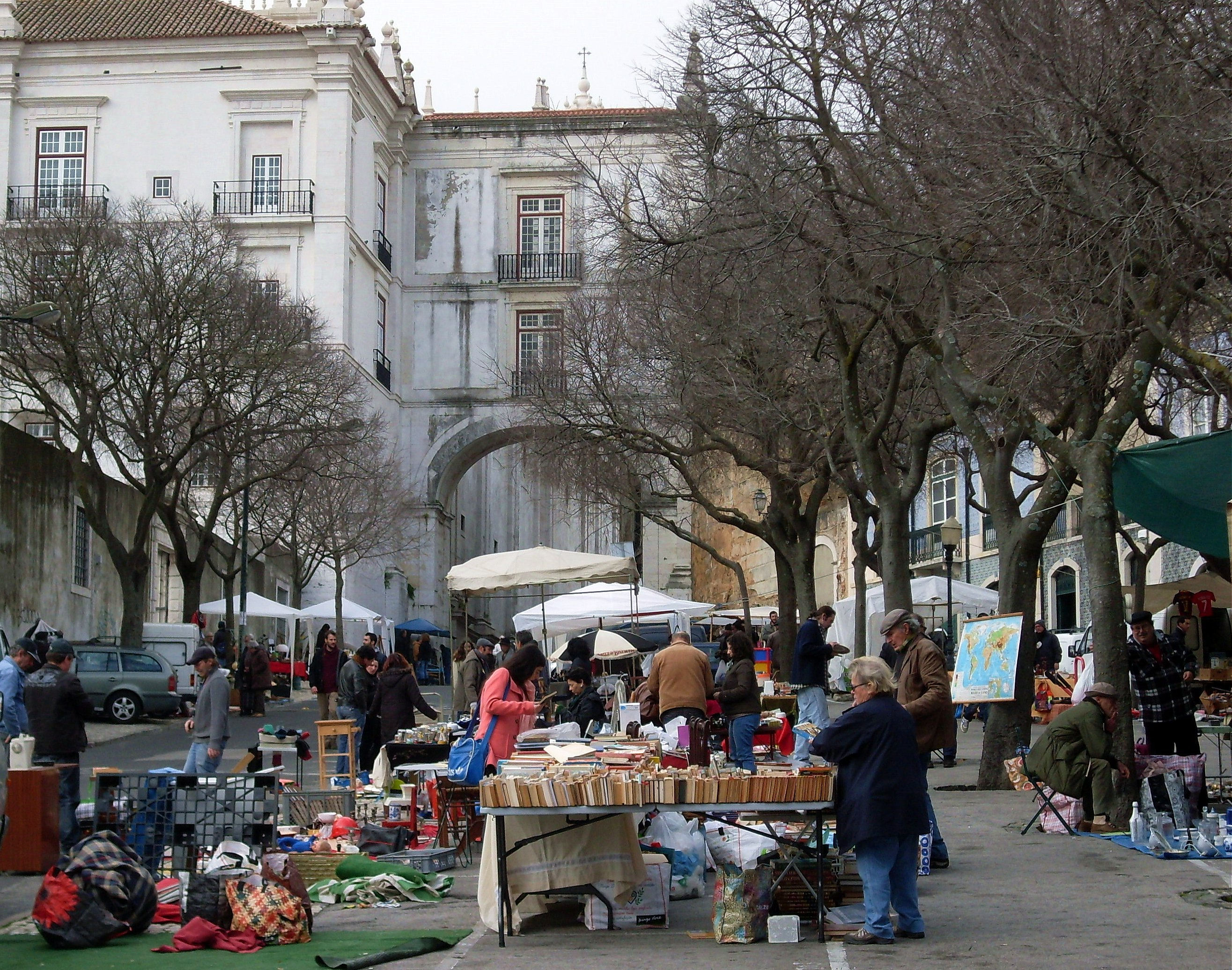
Winterliche Feira da Ladra (Februar 2014)

Der Markt wurde vermutlich 1272 eingeführt, am Chão da Feira genannten Platz unterhalb der Stadtburg Castelo de São Jorge, mit Ursprüngen in einem ersten Markt außerhalb der Burg kurz nach ihrer Eroberung 1147.
Im Jahr 1552, nach anderen Angaben bereits 1430 wechselte der Markt seinen Standort auf die Nordseite des zentralen Rossioplatzes. Seit 1610 wird der Markt auch offiziell als Feira da Ladra bezeichnet.
Nach dem Erdbeben von 1755 wechselte der Markt auf die Praça da Alegria an der heutigen Avenida da Liberdade, mit einer fünfmonatigen Unterbrechung im Jahr 1832, als der Markt auf dem Campo dos Mártires da Pátria, damals Campo de Santana abgehalten wurde.
Ab 1835 wechselte der Markt seinen Standort zurück an den Campo de Santana, um seit 1882 an seinem heutigen Standort zu sein.
Bis 1903 fand der Markt einmal wöchentlich am Dienstag statt, seither zusätzlich auch am Samstag.
Nach zunehmender Regulierung der Feira da Ladra und mehrmaligen Verkleinerungen ihrer Fläche kam dann mit der Ankündigung von umfassenden Umbaumaßnahmen auf dem Campo de Santa Clara 2020 die Befürchtung auf, der Flohmarkt könne verschwinden oder verlegt werden. Bislang sind aber keine solche Entscheidungen bekannt geworden (Stand Mitte Dezember 2020), jedoch setzt sich eine Bürgerinitiative mit einer Petition an die Stadtverwaltung Lissabon gegen eine mögliche Verlagerung oder Schließung ein.
Im Zuge der COVID-19-Pandemie in Portugal wurde die Feira da Ladra noch im März 2020 geschlossen und unter hohen Auflagen im Mai 2020 vorübergehend und Anfang August 2020 unter Einhaltung umfangreicher Auflagen und Hygienemaßnahmen wiedereröffnet. Die Maßnahmen (u. a. Abstandsgebot, die Pflicht, an jedem Tisch Desinfektionsmittel vorzuhalten, und ein Verbot des Anfassens der Waren durch andere als den Besitzer bis zum Kauf) führten zu einem massiven Rückgang der Anbieter. Mit der Verschärfung der Maßnahmen zum Jahresende 2020 wurde die Feira wieder geschlossen.